# 里貝拉 (新墨西哥州)
里貝拉（英語：Ribera）是位於美國新墨西哥州聖米格爾縣的普查規定居民點。

## 人口
根據2020年美國人口普查的數據，里貝拉的面積為6.52平方千米，皆為陸地。當地共有人口314人，而人口密度為每平方千米48.16人。